# Conferencia de Liderazgo Cristiano del Sur
La Conferencia de Liderazgo Cristiano del Sur (Southern Christian Leadership Conference, SCLC) conocida primero como Conferencia de Líderes Negros del Sur sobre el Transporte e Integración No Violenta) es una organización de derechos civiles de Estados Unidos. 

## Historia
Fue fundada el 15 de febrero de 1957 por el Pastor bautista Martin Luther King y otros pastores como Joseph Lowery, Ralph Abernathy y figuras políticas como Andrew Young, Bayard Rustin y John Lewis.
La organización expresó la convicción de estos individuos, que una organización más amplia podía desarrollarse basada en las victorias del Boicot de autobuses en Montgomery. La organización se enfocó en desobediencia civil no violenta y fue formada con el fin de mejorar la equidad racial para los afroamericanos. Otros miembros destacados de la organización incluían al Reverendo Al Sharpton, Ralph Abernathy, Fred Shuttlesworth, Jesse Jackson, Ralpha Albernathy, y Andrew Young. Durante la década de los 60, el grupo fue considerado más radical que la NAACP y más conservador que el Comité Coordinador Estudiantil No Violento. La SCLC tenía una relación de mentor con SNCC en sus inicios, antes que SNCC abandonase su política de no violencia.